# 잿빛쥐
잿빛쥐(Pseudomys albocinereus)는 쥐과에 속하는 설치류의 일종이다. 오스트레일리아에서만 발견된다. 좋아하는 서식지는 모래흙의 저지대 히스 평야 또는 관목 지대이다. 사막 환경에 잘 적응한 동물이다. 땅에 굴을 파는 야행성 동물로 체온 증발을 감소시키기 위해 굴 입구를 막거나 떼를 지어 서로 몸을 모은다. 암컷은 37~38일 사이의 임신 기간 이후에 2~6마리의 새끼를 낳는다.